# Одија (језик)
Одија језик (ଓଡ଼ିଆ, oṛiā) је један од индијских језика, који се углавном говори у индијској држави Одиши и околним регијама (на пример: Западни Бенгал, град Сурат у Гуџарату). Одија припада источној индо-аријској грани индоевропских језика. Веома је сличан бенгалском, бихарском и асамском језику. Од свих језика северне Индије, орија језик је претрпео најмање утицаја персијског и арапског језика. Одија језик се пише оријским алфабетом.
То је службени језик у Одиши (раније превеђено као Ориса), где изворни говорници чине 82% становништва, а такође се говори у деловима Западног Бенгала, Џарканда, Андра Прадеша и Чатисгара. Одија је један од многих званичних језика Индије; то је службени језик Одише и други службени језик Џарканда. Овај језик такође говори знатна популација од 700.000 људи у Чатисгару.
Одија је шести индијски језик који је проглашен класичним језиком, на основу дуге књижевне историје и што није у великој мери позајмљивао из других језика. Најранији познати натпис у Одији датира из 10. века.

## Историја
Одија је источноиндоаријевски језик који припада породици индоаријевских језика. Он потиче од одранског пракрита, који је еволуирао из магадиског пракрита, који се говорио у источној Индији пре више од 1500 година, и примарни је језик коришћен у раним џаинистичким и будистичким текстовима. Сматра се да је одија имала релативно мали утицај персијског и арапског језика, у поређењу са другим главним индоаријским језицима.
Историја језика Одије подељена је на ере:
- Протоодијски (одра пракрит) (10. век и раније): Натписи из 9. века показују еволуцију протоодијског, тј. одра пракритске или ирија пракритске речи које се користе заједно са санскритом. Натписи су датирани у трећу четвртину 9. века током владавине раних источних Ганга.[26]
- Староодијски (10. век до 12. век): Натписи од 10. века па надаље пружају доказе о постојању староодијског језика, при чему је најранији запис Урајамски натпис источних Ганга написан на староодијском 1051. године.[22] Староодијски писан у облику повезаних линија налази се у натпису из 1249. године.[27]
- Раносредњи одијски (1200–1400): Најранија употреба прозе може се наћи у Мадала Панџи храма Џаганат у Пурију, који датира из 12. века. Дела као што су Сису Беда, Амаракоса, Горека Самита, Каласа Чаутиса и Саптанга написана су у овом облику одијског.[28][29][30]
- Средњеодијски (1400–1700): Сарала Дас пише Махабарату и Биланка Рамајану.[31][32]